# Margaret Travolta
Pour les articles homonymes, voir Travolta.
 (mai 2014).
Si vous disposez d'ouvrages ou d'articles de référence ou si vous connaissez des sites web de qualité traitant du thème abordé ici, merci de compléter l'article en donnant les références utiles à sa vérifiabilité et en les liant à la section « Notes et références ».
Margaret Travolta, née le 31 décembre 1946 à Englewood, est une actrice américaine.
Fille de Helen Cecilia Travolta (actrice et chanteuse) et de Salvatore Travolta (footballeur semi professionnel puis homme d'affaires dans les pneumatiques), elle est la sœur de John, Ann, Ellen, Sam et Joey Travolta.

## Filmographie

### Cinéma
- 1993 : In the Company of Darkness : Dr. Kohanek
- 1995 : Losing Isaiah : Les Chemins de l'amour (Losing Isaiah), de Stephen Gyllenhaal : Sandra Harris
- 1995 : L'Amour à tout prix (While You Were Sleeping) de Jon Turteltaub : Admitting Nurse
- 1996 : Poursuite (Chain Reaction) : Anita Fermi
- 1996 : Michael : Reporter #1
- 1998 : Code Mercury (Mercury Rising) : Autism Expert Nurse
- 2000 : High Fidelity de Stephen Frears : Rob's Mom
- 2000 : Lucky Numbers : Nurse
- 2000 : Traffic de Steven Soderbergh : Economist
- 2001 : Opération Espadon (Swordfish) : Hostage
- 2002 : Pumpkin : Vera Whitner
- 2002 : Arrête-moi si tu peux (Catch Me If You Can) de Steven Spielberg : Ms. Davenport
- 2003 : National Security : Judge
- 2003 : Basic : Nurse #1
- 2003 : Hangman's Curse : Debi Wyrthen
- 2005 : Be Cool : Marge
- 2005 : Guilt : Aunt Nina
- 2006 : Solace : Nurse Reynolds
- 2006 : Cœurs perdus (Lonely Hearts) : Mineola Female Dispatcher
- 2006 : Admis à tout prix (Accepted]) : Academic Counselor
- 2007 : Bande de sauvages (Wild Hogs) : Dana
- 2007 : Ocean's Thirteen (Ocean's Thirteen) : Bank's Secretary
- 2007 : Il était une fois (Enchanted) : Radio Therapist (Voix)
- 2007 : Sex and Breakfast : Gale
- 2009 : Les deux font la père (Old Dogs) : Singing Hostess
- 2010 : How to Make Love to a Woman : Mrs. Baker

### Télévision
- 1993 : Missing Persons : Rôle inconnu - 1 épisode
- 1998 : Love Therapy (Cupid) : Congressman's Wife - 1 épisode
- 1998 : Demain à la une (Early Edition) : High School Principal
- 1999 : Turks : Claire Strummond - 1 épisode
- 2002 : Le Drew Carey Show (The Drew Carey Show) : Mrs. Bishop - 1 épisode
- 2003 : New York Police Blues (NYPD Blue) :  Dr. Helen Boyd - 1 épisode
- 2003 : FBI : Opérations secrètes (The Handler) : Secrétaire
- 2004 : Des jours et des vies (Days of Our Lives) : Sister Mary Margaret - 1 épisode
- 2007 : Urgences (ER) : Secrétaire - 1 épisode

## Voix françaises
- Frédérique Cantrel dans :
  - National Security (2003)
  - L'Amour à tout prix (1995)